# Танцующая королева (фильм, 2023)
«Танцующая королева» (англ. Dancing Queen) — семейная картина Авроры Гессе, мировая премьера которой состоялась 18 февраля 2023 года в рамках программы  Generation Kplus Берлинского кинофестиваля. Российская премьера фильма запланирована на 24 августа 2023 года (дистрибьютор «Планета Информ»). В название фильма вынесена одноименная песня знаменитого шведского квартета ABBA.

## Сюжет
Двенадцатилетняя Мина мечтает танцевать и быть популярной, как известный в соцсетях танцор Эдвин. Чтобы произвести на него впечатление, Мина решает принять участие в танцевальном конкурсе. Единственный человек, который поддерживает девочку, это её бабушка. Благодаря ей, а также своему упорству Мине удается дойти до финала, справившись с неуверенностью в себе, с комплексами и насмешками окружающих.

## В главных ролях
- Лив Эльвира Кипперсунд Ларссон — Мина
- Андреа Брайн Ховиг — мама Мины
- Андерс Баасмо Кристиансен — папа Мины
- Энн Марит Якобсен — бабушка Мины
- Ченгиз Ал — Шаан
- Вильяр Кнутсен Бьяадал —  Эдвин

## Производство
Продюсером картины выступил один из наиболее успешных современных норвежских фильмейкеров Томас Робсам. Его предыдущая картина «Худший человек на свете» получила две номинации на премию «Оскар». Съёмки проекта проходили летом 2022 года в норвежских городах Хамар и Хедмарк, а в начале 2023 года она уже демонстрировалась на крупнейших европейских кинофестивалях.
Так Томас Робсам описывает свою новую работу: «Сценарий рассказывает классическую, но, тем не менее, оригинальную историю взросления, наполненную юмором и неожиданными поворотами сюжета. Здесь есть главная героиня с чёткими конфликтами и целями, а также колоритные персонажи второго плана, в которых мы безоглядно влюбляемся. С Авророй Гессе в качестве режиссёра мы создаём трогательный и увлекательный фильм для всей семьи».